# 儋州市
儋州市（だんしゅう-し）は中華人民共和国海南省に位置する地級市。海南島の北西部に位置し、海口市と東方市の中間地点に位置する。2015年2月に地級市となるまでは、海南省では面積及び人口が最大の県級市であった。2013年時点で、儋州市は人口104万人で、海南省では人口が二番目に多い都市であった。
市域内には、北海岸に突き出した洋浦半島がある。三方向を海に囲まれた31平方kmの海岸には洋浦経済開発区が置かれている。海花島の建設が行われている。

## 歴史
海南島は古くは流刑地であった。儋州の東坡書院は蘇軾（蘇東坡）がここに流されたことを記念したものである。
紀元前110年（元封元年）、前漢によりこの地域に儋耳郡が置かれた。紀元前82年（始元5年）、儋耳郡は珠厓郡に編入された。
南朝梁によりこの地域に義倫県が置かれた。
980年（太平興国5年）、北宋により義倫県は宜倫県と改称された。1439年（正統4年）、明により宜倫県は廃止され、その管轄区域は儋州に編入された。
1912年に儋州は儋県と改められた。1959年には那大鎮に中心を移し、1993年3月3日に儋県を廃止して県級市の儋州市が設置された。2015年2月19日、県級市の儋州市は廃止され、地級市の儋州市が設置された。

## 氣候
| 儋州(1991−2020)の気候                     | 儋州(1991−2020)の気候 | 儋州(1991−2020)の気候 | 儋州(1991−2020)の気候 | 儋州(1991−2020)の気候 | 儋州(1991−2020)の気候 | 儋州(1991−2020)の気候 | 儋州(1991−2020)の気候 | 儋州(1991−2020)の気候 | 儋州(1991−2020)の気候 | 儋州(1991−2020)の気候 | 儋州(1991−2020)の気候 | 儋州(1991−2020)の気候 | 儋州(1991−2020)の気候 |
| 月                                        | 1月                   | 2月                   | 3月                   | 4月                   | 5月                   | 6月                   | 7月                   | 8月                   | 9月                   | 10月                  | 11月                  | 12月                  | 年                    |
| ----------------------------------------- | --------------------- | --------------------- | --------------------- | --------------------- | --------------------- | --------------------- | --------------------- | --------------------- | --------------------- | --------------------- | --------------------- | --------------------- | --------------------- |
| 最高気温記録 °C （°F）                    | 34.2 (93.6)           | 36.2 (97.2)           | 38.7 (101.7)          | 40.2 (104.4)          | 39.2 (102.6)          | 37.8 (100)            | 39.1 (102.4)          | 36.6 (97.9)           | 35.9 (96.6)           | 33.9 (93)             | 34.0 (93.2)           | 31.6 (88.9)           | 40.2 (104.4)          |
| 平均最高気温 °C （°F）                    | 22.7 (72.9)           | 24.9 (76.8)           | 28.6 (83.5)           | 31.5 (88.7)           | 33.2 (91.8)           | 33.7 (92.7)           | 33.3 (91.9)           | 32.5 (90.5)           | 31.1 (88)             | 29.1 (84.4)           | 26.5 (79.7)           | 22.9 (73.2)           | 29.17 (84.51)         |
| 日平均気温 °C （°F）                      | 18 (64)               | 19.6 (67.3)           | 22.7 (72.9)           | 25.7 (78.3)           | 27.5 (81.5)           | 28.5 (83.3)           | 28.1 (82.6)           | 27.5 (81.5)           | 26.5 (79.7)           | 24.7 (76.5)           | 22.2 (72)             | 18.8 (65.8)           | 24.15 (75.45)         |
| 平均最低気温 °C （°F）                    | 15.1 (59.2)           | 16.4 (61.5)           | 19.1 (66.4)           | 22.2 (72)             | 24.2 (75.6)           | 25.3 (77.5)           | 25 (77)               | 24.5 (76.1)           | 23.7 (74.7)           | 22 (72)               | 19.5 (67.1)           | 16.2 (61.2)           | 21.1 (70.03)          |
| 最低気温記録 °C （°F）                    | 5.2 (41.4)            | 6.7 (44.1)            | 5.3 (41.5)            | 13.0 (55.4)           | 16.1 (61)             | 19.4 (66.9)           | 20.6 (69.1)           | 21.2 (70.2)           | 18.0 (64.4)           | 12.2 (54)             | 8.6 (47.5)            | 3.7 (38.7)            | 3.7 (38.7)            |
| 降水量 mm （inch）                        | 18.9 (0.744)          | 19.6 (0.772)          | 45.1 (1.776)          | 92.8 (3.654)          | 231 (9.09)            | 209.8 (8.26)          | 267.6 (10.535)        | 363.2 (14.299)        | 323.1 (12.72)         | 234.6 (9.236)         | 82.2 (3.236)          | 43.8 (1.724)          | 1,931.7 (76.046)      |
| % 湿度                                    | 83                    | 81                    | 79                    | 77                    | 78                    | 77                    | 79                    | 83                    | 85                    | 82                    | 82                    | 83                    | 80.8                  |
| 出典：China Meteorological Administration |                       |                       |                       |                       |                       |                       |                       |                       |                       |                       |                       |                       |                       |

## 行政区画
県級の行政区は無く、市政府直轄の鎮がある。下部に17鎮を管轄する。
- 那大鎮、和慶鎮、南豊鎮、大成鎮、雅星鎮、蘭洋鎮、光村鎮、木棠鎮、海頭鎮、峨蔓鎮、三都鎮、王五鎮、白馬井鎮、中和鎮、排浦鎮、東成鎮、新州鎮

### 年表
この節の出典
- 2015年2月19日 - 海南省儋州市が地級市の儋州市に昇格。(1市)

## 交通

### 鉄道
- 中国鉄路総公司
  - 海南西環高速鉄道

（海口方面）- 銀灘駅 - 白馬井駅 - 海頭駅 -（三亜方面）
  - 海南西環線

（海口方面）- 儋州駅 - 八一駅 -（三亜方面）

### 道路
- 高速道路
  - 海南地区環線高速道路
- 国道
  - G225国道